# 김소연 (2001년)
김소연(2001년 5월 9일 ~ )은 대한민국의 가수이다. 